# Deux Petites Pièces
Les Deux Petites Pièces, op. 106, sont un ensemble de pièces de la compositrice Mel Bonis, datant de 1914.

## Composition
Mel Bonis compose ses Deux Petites Pièces pour violon et piano en 1914. Elles ont été éditées à titre posthume par les éditions Armiane en 2008.

## Analyse
Les Deux Petites Pièces pour violon et piano font partie d'un corpus d'œuvres de la compositrice qui sont à destination pédagogique. Elles sont courtes et légères, et conviennent à des élèves de fin du premier cycle. L'accompagnement de piano peut également être joué par des élèves.

## Sources
- Étienne Jardin, Mel Bonis (1858-1937) : parcours d'une compositrice de la Belle Époque, 2020 (ISBN 978-2-330-13313-9 et 2-330-13313-8, OCLC 1153996478, lire en ligne)